# Остаци касноантичке гробнице (Огоште)
Остаци касноантичке гробнице су налаз откривен у месту Огоште, општина Косовска Каменица, на приватном имању. Припада периоду касне антике. Гробница има свод и грађена је од опеке. Изнад се налазе остаци квадратне камене гробне меморије. Недалеко од гробнице пронађена су два велика питоса од керамике. Такође су уочени остаци гробова са скелетно сахрањеним покојницима оријентисаним запад — исток.